# Prime Time Wrestling
Prime Time Wrestling, promowana skrótem PTW – polska federacja wrestlingu założona w 2021 roku w Chorzowie. Została ona założona przez promotora profesjonalnego wrestlingu, stand-upera i konferansjera Arkadiusza „Pana” Pawłowskiego, oraz organizatora imprez sportowych Marcina „Rzeźnika” Rzeźniczka. W latach 2021–2023 sponsorem tytularnym federacji była platforma dystrybucji cyfrowej Kinguin.
Federacja miała swoją siedzibę w Chorzowie, by od połowy 2024 roku przenieść się do miejscowości Kozłów. Organizowała ona duże wydarzenia sportowe w największych miastach Polski (Chorzów, Kraków, Wrocław i Warszawa), jak i cykliczne, mniejsze gale PTW Underground w Chorzowie. Prowadzi ona również własną placówkę treningową dla adeptów, w której odbywają się zajęcia ringowe, jak i te związane z sędziowaniem, aktorstwem i teorią wrestlingu.
Federację na europejskim rynku wyróżniała wysoka jakość produkcyjna, jak i częste występy polskich i zagranicznych gwiazd wrestlingu znanych z innych federacji (WWE, All Elite Wrestling), takich jak Santino Marella, Matt Sydal czy Samuray Del Sol. 
Począwszy od czerwca 2024 w federacji doszło do szeregu zmian personalnych i organizacyjnych, związanych głównie z masowymi odejściami zawodników i personelu.

## Gale i programy
Prime Time Wrestling swoje duże gale pay-per-view transmituje na platformie YouTube w języku polskim, oraz na platformach streamingowych DAZN i Fite dla odbiorców międzynarodowych. Comiesięczne gale PTW Underground również transmitowane są na platformach DAZN i Fite, oraz od czerwca 2023 roku również na YouTube dla osób wspierających kanał.
Debiutancką galą Prime Time Wrestling była Kinguin PTW #1: REVOLUCJA, która odbyła 9 października 2021 roku na hali MORiS w Chorzowie. Od tego czasu federacja cyklicznie produkuje kolejne większe gale, jak i comiesięczne gale z cyklu PTW Underground odbywające się w PTW Performance Center w Chorzowie.

## Mistrzostwa i osiągnięcia

### PTW Championship
Podczas gali PTW #3: Legends Arkadiusz Pawłowski zapowiedział wprowadzenie pierwszego solowego, głównego tytułu federacji. W trakcie gali PTW Underground 17 ustalono, że na gali PTW #5: Gold Rush inauguracyjny mistrz zostanie wyłoniony w ramach dwudziestoosobowego pojedynku w stypulacji Battle Royal. Inauguracyjnym mistrzem został Puncher.

### PTW Tag Team Championship
Pierwszym wprowadzonym przez Prime Time Wrestling mistrzostwem został ogłoszony na gali PTW #3: Legends tytuł PTW Tag Team Championship. Jednocześnie zapowiedziano turniej, którego finaliści zostali wyłonieni na gali PTW #4: The Mystery. Inauguracyjnymi mistrzami zostali reprezentanci PAKI – Disco Pablo, Taras i Boro. Obecnie mistrzostwo należy do Royal Rebels (Alex Brave i Vincent Caravaggio), którzy zdobyli je na gali PTW: Dzień Dziecka.

### PTW Underground Championship
Tytuł został po raz pierwszy wspomniany w wywiadzie z grudnia 2024 roku dla kanału MyWrestling na YouTube. Pawłowski stwierdził, że odbędzie się turniej, który wyłoni inauguracyjnego mistrza. Inauguracyjnym mistrzem został Max Speed.

### PTW Women’s Championship
Tytuł został po raz pierwszy wspomniany na PTW #5: Gold Rush i oficjalnie ogłoszony przez właściciela i dyrektora generalnego PTW, Arkadiusza Pawłowskiego, w wywiadzie z grudnia 2024 roku dla kanału MyWrestling na YouTube. Pawłowski stwierdził, że turniej odbędzie się w trakcie kilku gal, aby wyłonić inauguracyjną mistrzynię. Podczas gali PTW: All About the Moné, GM Pawłowski ogłosił, że turniej kobiet nie odbędzie się, ponieważ nieujawniona zawodniczka (jedna lub obie z pozostałych półfinalistek: Heidi Katrina lub Lucia Lee) jest kontuzjowana i niedostępna. Tym samym o tytuł walczyły Moné i Strong. Uczestniczki usunięte z turnieju miały otrzymać swoje title shoty później. Moné wygrała w konkurencyjnym main evencie, zdobywając oba tytuły mistrzowskie i zostając inauguracyjną mistrzynią kobiet PTW.

### Mistrzostwa innych federacji
Prime Time Wrestling, prócz promowania własnych tytułów mistrzowskich, jest miejscem, w którym zawodnicy bronili mistrzostw innych federacji na swoich galach. Były to między innymi tytuły GWF World Championship w walce Johna „Bad Bonesa” Klingera z Axelem Tischerem na gali PTW #2: BlackOut, Impact Digital Media Championship broniony przez Joe Hendry’ego w walce z Trentem Sevenem na gali PTW #3: Legends oraz DPW World Championship broniony przez Roberta Stara w walce z Dawidem „Puncherem” Seńko na gali PTW #4: The Mystery.